# حذف به قرینه
حذف به قرینه به حذف یک یا چند کلمه از یک بند گفته می‌شود که با این وجود در بافت عناصر باقی‌مانده فهمیده می‌شوند. در گفتار، مردم اغلب اطلاعات غیرضروری را کنار می‌گذارند و کوتاه سخن می‌گویند. این راهی است برای کوتاه بودن — و تکراری نبودن — و اینکه همچنان ارتباط با دیگران صورت پذیرد.